# ガリーナ・ウラノワ

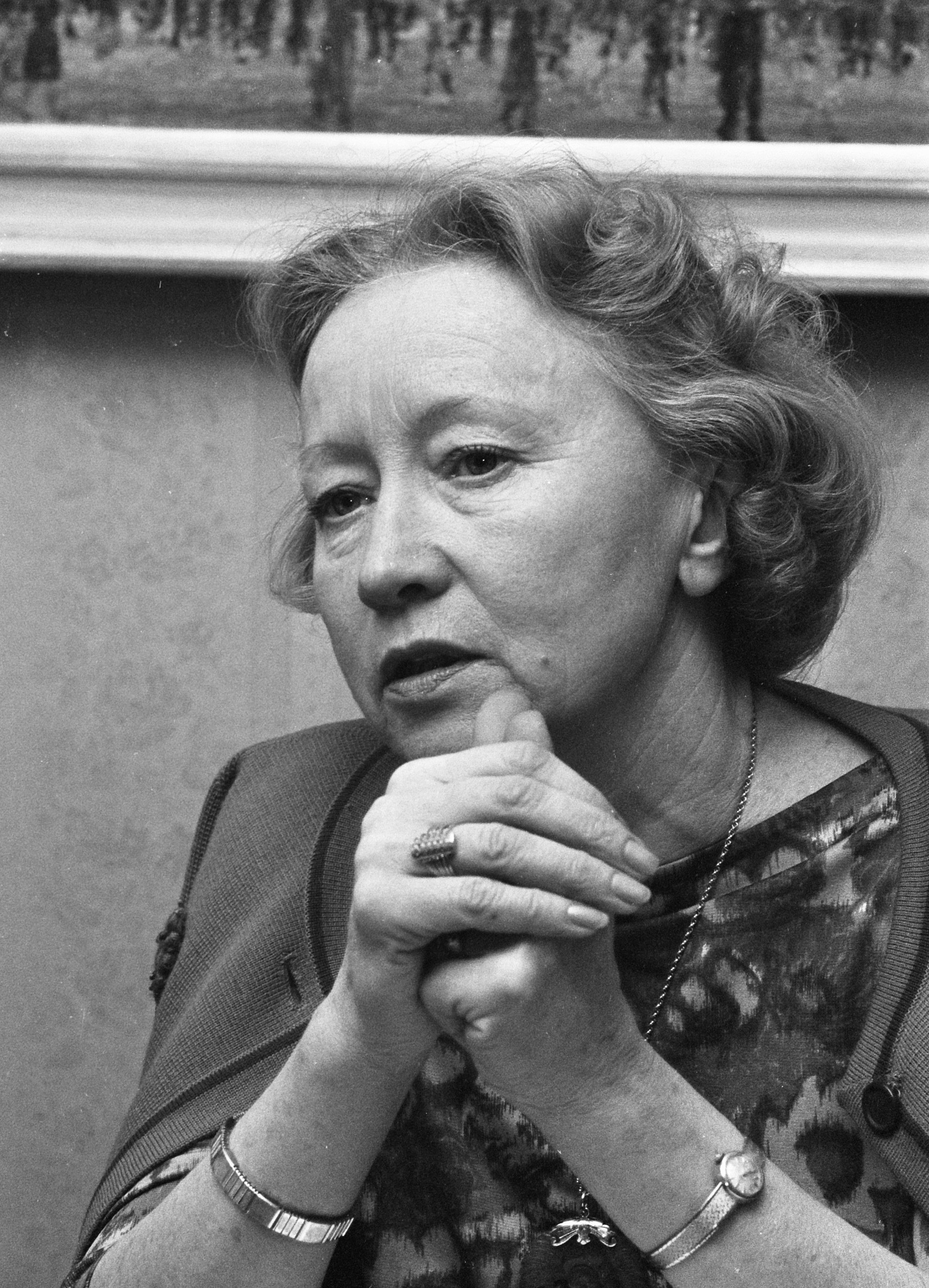
1968年

ガリーナ・セルゲーエヴナ・ウラノワ （ロシア語: Гали́на Серге́евна Ула́нова, ラテン文字転写: Galina Sergeyevna Ulanova, 1910年1月8日 - 1998年3月21日）は、ソヴィエト連邦時代に最高の名手と謳われたバレリーナ。彼女が住んでいたモスクワの部屋は、国立の博物館として保存され、サンクトペテルブルクとストックホルムには彼女の像が建てられている。

## 生涯
ガリーナは、ペトログラード（サンクトペテルブルクの旧名）でロシア帝室バレエ（現在のマリインスキー・バレエ）のバレリーナだった母親と、アグリッピナ・ワガノワの元でバレエを学んだ。
1928年、マリインスキー・バレエ団に加入。マスコミに『セミョーノワのスタイルを踏襲した優雅な踊り』と謳われ、彼女の演技に魅せられたコンスタンチン・スタニスラフスキーは自身の演劇作品に彼女を登用した。1944年にはその名声がスターリンの耳にも届き、彼はガリーナをボリショイ・バレエに異動させた。同年、ガリーナはプロコフィエフ作曲による『シンデレラ』の初舞台で主役を演じた。ボリショイ・バレエでは、16年間、最高位のプリマ・バレリーナの座にあった。
ガリーナは優れたバレリーナであると同様に俳優でもあり、46歳の時にようやく海外公演を許可された。ロンドン公演の際、新聞は「ロンドンでのウラノワ、アンナ・パヴロワ以来の進化したダンサーが偉大な勝利をおさめる」と賞賛した。
彼女は50歳で舞台から引退し、その後は後進の指導にあたった。
ガリーナは、レーニン賞とスターリン賞をそれぞれ1941年、1946年、1947年、1950年、1957年に受賞した。

## 主要な生徒
- エカテリーナ・マクシーモワ
- ウラジーミル・ワシーリエフ
- スヴェトラーナ・アジルフェーワ（ロシア語版、英語版）
- ニーナ・ティモフェーブナ（ロシア語版、英語版）
- リュドミラ・セメニヤカ（ロシア語版、英語版）
- ニーナ・セミゾーラヴァ（ロシア語版）
- マリカ・サビーラヴァ（ロシア語版、英語版）
- マリーナ・コルパーク
- イリーナ・プロコフィーエワ
- アラ・ミハーリチェンコ（ロシア語版）
- ナデジダ・グラチョーワ
- ニコライ・ツィスカリーゼ